# Своп (фінанси)
Своп (від англ. swap — обмін, заміна) є угодою про обмін активів, процентних виплат, процентних ставок або інших характеристик, вказаних в угоді, з метою оптимізації структури капіталу компанії і отримання додаткового доходу. Угода між двома учасниками ринку про обмін у майбутньому платежами відповідно до умов угоди. Фактично своп полягає в зміні грошового потоку з одними характеристиками на грошовий потік з іншими характеристиками.
Своп — операція, що поєднує готівкову купівлю-продаж з одночасним укладанням контругоди на певний термін. Існує кілька типів операцій «своп»:
- валютні,
- процентні,
- боргові,
- із золотом і їх різні поєднання.

Валютна операція «своп» являє собою купівлю іноземної валюти на умовах «своп» в обмін на вітчизняну валюту з наступним викупом.
Угоди «своп» зручні для банків, тому що не створюють непокритої валютної позиції — обсяги вимог і зобов'язань банку в іноземній валюті збігаються.
Цілями «своп» бувають:
- придбання необхідної валюти для міжнародних розрахунків;
- здійснення політики диверсифікованості валютних резервів;
- підтримка визначених залишків на поточних рахунках;
- задоволення потреб клієнта в іноземній валюті й інші.

До угод «своп» особливо активно вдаються центральні банки. Вони використовують їх для тимчасового підкріплення своїх валютних резервів у періоди валютних криз і для проведення валютних інтервенцій. Центральні банки використовують «своп» як один із методів валютного регулювання, насамперед для підтримки курсів валют.
Угоди «своп» з золотом проводяться аналогічним чином: метал продається на умовах готівкового продажу й одночасно викуповується з платежем через визначений термін. Країни члени євроринку із метою часткового забезпечення золотом емісії ЄВРО здійснюють внески 20 % своїх офіційних золотих і доларових резервів у Європейський фонд валютного співробітництва у формі 3-місячних поновлюваних угод «своп», зберігаючи в такий спосіб право на ці резервні активи.
Операції «своп» з валютою і золотом означають тимчасовий обмін активами, з відсотками і борговими вимогами — остаточний обмін.
Сутність операцій "своп " з відсотками полягає в тому, що одна сторона зобов'язується виплатити іншій відсотки за ставкою LIBOR в обмін на одержання платежів за фіксованою ставкою. Виграє та сторона, яка не помилилася при прогнозуванні ринкової процентної ставки.
Операції «своп» з борговими зобов'язаннями полягають у тому, що кредитори обмінюються не тільки процентними надходженнями, але і всією сумою боргу клієнта.
Операції «своп» з валютою і відсотками іноді поєднуються (одна сторона виплачує відсотки за плаваючою процентною ставкою, у доларах США в обмін на одержання процентних платежів за фіксованою ставкою у ЄВРО).
До операцій "своп" на фінансових ринках близькі за змістом так звані операції "репо" (repurchasing agreement, чи геро, чи buy-backs).
Операції «репо» засновані на домовленості учасників угоди про зворотний викуп цінних паперів. Угода передбачає, що одна сторона продає іншій пакет цінних паперів визначеного розміру із зобов'язанням викупити його по заздалегідь обумовленій ціні. Одна сторона кредитує іншу під заставу цінних паперів.
Операції «репо» бувають декількох видів:
- «Репо з фіксованою датою» передбачає, що позичальник зобов'язується викупити цінні папери до заздалегідь встановленої дати.
- Операції «відкрите репо» припускають, що викуп цінних паперів може бути здійснений у будь-який час або в будь-який час після визначеної дати.

За допомогою операцій «репо» власники великих пакетів цінних паперів одержують можливість більш ефективно розпоряджатися своїми активами, а банки й інші фінансові інститути одержують ще один інструмент управління ліквідністю.
Традиційно свопи ділять на дефолтні свопи, свопи на активи, свопи на сукупний дохід.

## Приклад своп-угоди
Наприклад, існує підприємство "Папір", що займається виробництвом та продажем паперу. "Папір" щомісячно закупає сировину у підприємства "Дерево" за фіксовану ціну 50 умовних одиниць (у.о.). В той ж час щомісячний дохід з реалізації паперу є нефіксованим і може складати як 60 у.о., так і 40 у.о.. При доході 60 у.о. "Папір" може й далі закуповувати сировину, при доході 40 у.о. — ні. Для того, щоб перевести нефіксовані грошові потоки у фіксовані, підприємство може укласти наступну угоду з банком: воно віддає банку свій нефіксований дохід (+ відсоток за користування банківськими послугами) в обмін на фіксовані платежі на суму 50 у.о. (які зможуть покрити вимоги постачальників). Це й буде своп-угодою.